# Machlolophus holsti
Machlolophus holsti é uma espécie de ave da família Paridae.
É endémica de Taiwan.
Os seus habitats naturais são: florestas temperadas.